# Canteleu
Canteleu – miejscowość i gmina we Francji, w regionie Normandia, w departamencie Sekwana Nadmorska. Przez miejscowość przepływa Sekwana. 
Według danych na rok 1990 gminę zamieszkiwało 16 090 osób, a gęstość zaludnienia wynosiła 914 osób/km² (wśród 1421 gmin Górnej Normandii Canteleu plasuje się na 15. miejscu pod względem liczby ludności, natomiast pod względem powierzchni na miejscu 81.). Miasto partnerskie Wołów.